# Олексій Ангел Філантропен
Олексій Ангел Філантропен (грец. Ἁλέξιος Ἂγγελος Φιλανθρωπηνός; д/н– бл. 1390) — володар Фессалії в 1373—1390 роках.

## Життєпис
Походив з роду Філатропенів, що були родичами Комнін Дук (гілки династії Англеів). Також, імовірно, був якимось родичем протостратору (наміснику) Фессалії.
Про молоді роки нічого невідомо. Опинився при дворі Симеона Уроша, імператора сербів. від якого отримав титул кесаря. 1370 року зі сходженням на трон Йована Уроша фактично перебрав управління державними справами.
1373 року після зречення Йована Уроша його держава остаточно розпалася. Цим скористався Олексій Філантропен, який став правителем Фессалії. У 1382 році отримав визнання влади від візантійського імператора Мануїла II. Натомість визнав зверхність останнього. Також встановив дружні відносини з епірським деспотом Ісавом де Буонделмонті.
Востаннє письмово згадується в 1388 році. Можливо, 1389 року відправив війська на допомогу Буонделмонті. Того ж року визнав зверхність османського султана Баязида I. Ймовірно, 1390 року, коли йому успадковував його син (за іншими відомостями — брат) Мануїл.

## Родина
Дружина — Марія Ангеліна Радослава, донька Радослава Хлапена, воєводи Водени.
Діти:
- Мануїл